# 青山镇 (普安县)
青山镇，是中华人民共和国贵州省黔西南布依族苗族自治州普安县下辖的一个乡镇级行政单位。
2015年1月23日，贵州省人民政府批复同意普安县乡镇行政区划调整，新设置的青山镇辖原青山镇和雪浦乡，镇人民政府驻下街社区。

## 行政区划
青山镇下辖以下地区：
下街社区、青山社区、营山村、范家寨村、下节河村、黄家坝村、歹苏村、高箐村、雪浦村、博上村、哈马箐村、洞口村和兴隆村。